# Tavernes de la Valldigna (kommun)
Tavernes de la Valldigna är en kommun i Spanien.   Den ligger i provinsen Província de València och regionen Valencia, i den östra delen av landet, 300 km sydost om huvudstaden Madrid. Antalet invånare är 18 138. Arean är 49 kvadratkilometer. Tavernes de la Valldigna gränsar till Cullera, Favara, Xeraco, Benifairó de la Valldigna och Alzira. 
Terrängen i Tavernes de la Valldigna är kuperad åt sydväst, men åt nordost är den platt.